# Can-Am (entreprise)
Pour les articles homonymes, voir Can-Am.

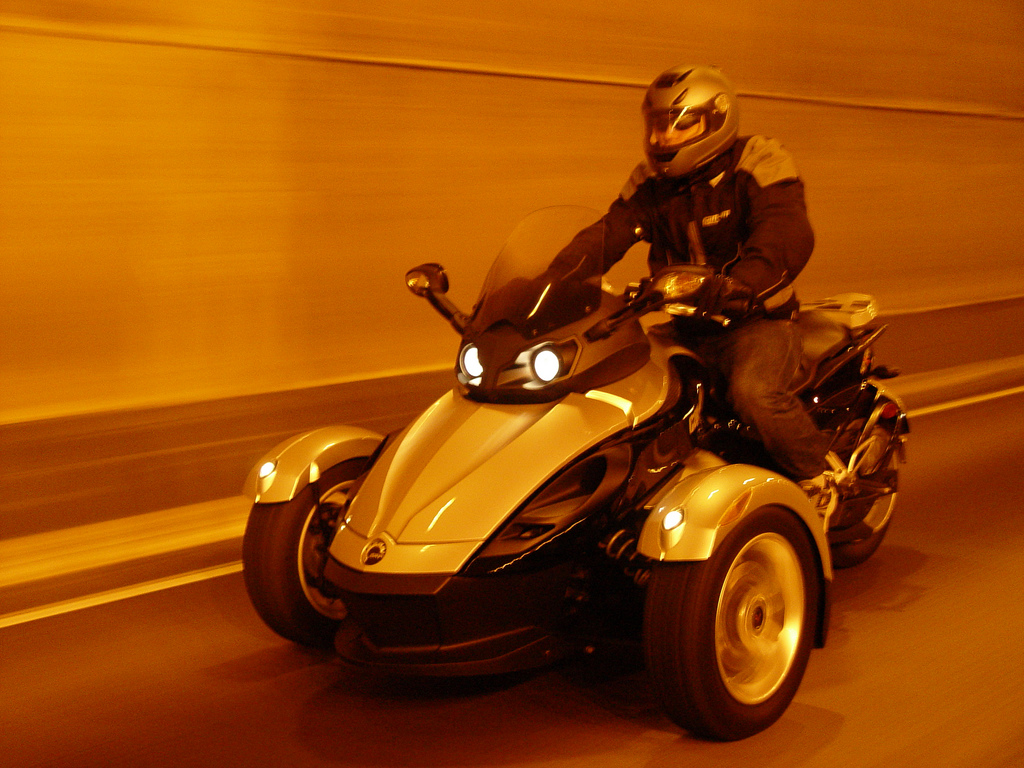
Un Can-Am Spyder.

Can-Am est un fabricant de moto et de quad, filiale de Bombardier Produits récréatifs, une société canadienne.
Can-Am a commencé sa production de motocross et motos enduro en 1973, sous la direction de l'ingénieur américain Gary Robinson et de l'ancien champion de monde de motocross Jeff Smith, en collaboration avec une équipe de California desert racers. Il utilisait des moteurs produit en Autriche par Rotax, une autre filiale de Bombardier. En 1983, Bombardier a cédé les licences de Can-Am au britannique Clews Competition Motorcycles. La marque a disparu en 1987.
En 2006, Bombardier Produits récréatifs a relancé la marque avec ses (VTT), véhicules tout-terrain. En 2007, Can-Am a lancé le Can-Am Spyder, un véhicule à trois roues.